# Horst Bingel-Preis für Literatur
Der Horst Bingel-Preis für Literatur ist ein deutscher Literaturpreis, der seit 2014 alle zwei Jahre gemeinsam von der Horst Bingel-Stiftung für Literatur e.V. und dem Landesverband Hessen des VS  vergeben wird. Der Preis wird ohne Ausschreibung durch eine fünfköpfige Jury vergeben, wobei je zwei Mitglieder durch die Horst-Bingel-Stiftung bzw. den VS benannt werden, die dann ein fünftes Mitglied bestimmen. Der Preis ist mit 8.000 Euro dotiert.
Preisträger waren bislang:
- 2014 Nadja Küchenmeister
- 2016 Gila Lustiger
- 2018 Ulrike Almut Sandig[1]
- 2020 Maren Kames, Karosh Taha und Lea Schneider
- 2022 Ronya Othmann, Jewhenija Bjelorussez und Ali Abdollahi
- 2024 Alexandru Bulucz, Björn Kuhligk, Katja Petrowskaja[2]